# Muscolo abduttore dell'alluce
Il muscolo abduttore dell'alluce è un muscolo che giace lungo il bordo mediale del piede.
Si origina dalla tuberosità del calcagno e della fascia plantare e si inserisce, assieme al tendine mediale del flessore breve dell'alluce, alla base della falange prossimale dell'alluce.

## Azione
Abduce e coopera alla flessione dell'alluce.

## Variazioni
Può scivolare alla base della prima falange del secondo dito.